# Itatiaiuçu
Itatiaiuçu, amtlich portugiesisch Município de Itatiaiuçu, ist ein brasilianisches Município im Zentrum des Bundesstaats Minas Gerais und in der Região Metropolitana de Belo Horizonte. Der Ort liegt inmitten der Cordilheira do Espinhaço, an den Hängen der Serra do Itatiaiuçu, in der Zona Metalúrgica und hat eine Fläche von 295,342 km². Die Bewohner werden auf Portugiesisch itatiaiuçuense genannt.
Ihre wichtigste wirtschaftliche Aktivität ist der Eisenerzabbau. Sie ist auch ein großer Produzent von Obst und Gemüse und verfügt über Viehzucht für Fleisch und Milch.

## Etymologie
„Itatiaiuçu“ ist ein Wort aus der Tupi-Sprache und bedeutet „großer spitzer Stein“, gebildet aus den Begriffen itá („Stein“), atîaî („spitz“) und usu („groß“).

## Geschichte
Entdeckt Mitte der 1670er Jahre, gehen seine Ursprünge auf die Ankunft der Bandeirantes aus São Paulo in der Region zurück, die nach ihrer Niederlage im Emboabas-Krieg (Guerra dos Emboabas) 1710 unter der Führung von Borba Gato auf der Suche nach Gold in den Bergen von Itatiaiuçu in den Westen der Provinz vordrangen.
Die Region wurde historisch von indigenen Völkern bewohnt, die von den reichhaltigen natürlichen Ressourcen wie Flüssen, dichten Wäldern und einer vielfältigen Tierwelt profitierten, die günstige Bedingungen für die Jagd, den Fischfang und das Sammeln boten. Archäologische Funde bestätigen diese Besiedlung, wie Ausgrabungen in der Nähe der Straße Itaúna–Divinópolis zeigen, bei denen verschiedene indigene Artefakte gefunden wurden, darunter Perlen, Steinäxte und Keramikfragmente.
Im Zusammenhang mit dem Bandeirantismo brachen im 18. Jahrhundert Expeditionen von São Paulo aus ins Landesinnere Brasiliens auf, um nach Edelmetallen zu suchen. Besonders hervorzuheben ist die Expedition unter der Leitung von Fernão Dias Pais, die am 21. Juni 1674 aufbrach und an der erfahrene Sertanejos wie sein Schwiegersohn Manoel de Borba Gato und sein Sohn Garcia Rodrigues teilnahmen. Neben der Suche nach Bodenschätzen trug die Expedition zur Besiedlung der Region bei, wobei die Entdeckung von Itatiaiuçu in direktem Zusammenhang mit dem Interesse der Portugiesen an der Goldgewinnung in diesem Gebiet stand.
Die Geschichte von Itatiaiuçu beginnt eigentlich damit, dass Bartolomeu Bueno de Siqueira, ein Pionier, aus der Region der Felder vor Itatiaia aufbrach und glaubte, in den Ausläufern der Serra do Morro Velho Itacolomi etwas zu erkennen, sich dann aber vergewissern musste, dass er sich getäuscht hatte. Er erinnerte sich dann daran, dass in Santana do Paraopeba unter den Indianern die Nachricht von einer Bergkette namens Itatiaia verbreitet war. So wurde im Jahr 1963 Itatiayussú (so wurde es mehrere Jahre lang geschrieben) entdeckt, was in der Sprache der Ureinwohner „Stein/Spitze“ oder „gezackt/groß“ bedeutet. Dieses Land wurde Jahre später aufgrund des Vorkommens von Gold vor allem von Einwanderern aus São Paulo und Portugal erschlossen.

## Demographie
Bei der brasilianischen Volkszählung 2000 betrug die Einwohnerzahl 8.517, bei der Volkszählung 2010 9.928 Bewohner. Laut amtlicher Schätzung vom 1. Juli 2018 hatte Itatiaiuçu 11.037 Einwohner. Nach der Volkszählung in Brasilien 2022 hatte das Munizip 12.966 Einwohner und nach der Schätzung von 2024 war die Einwohnerzahl 13.603.
| Jahr           | Urban | Ländlich | Insgesamt |
| -------------- | ----- | -------- | --------- |
| 1970           | 1.543 | 3.787    | 5.330     |
| 1980           | 2.077 | 3.349    | 5.426     |
| 1991           | 3.735 | 3.631    | 7.366     |
| 2000           | 5.018 | 3.490    | 8.508     |
| 2010           |       |          | 9.928     |
| Schätzung 2018 |       |          | 11.037    |
| 2022           |       |          | 12.966    |
| Schätzung 2024 |       |          | 13.603    |

## Geographie
Das Municipio grenzt an Mateus Leme, Igarapé, Brumadinho, Rio Manso, Itaguara, Carmo Cajuru und Itaúna. Der Ort liegt inmitten der Cordilheira do Espinhaço, an den Hängen der Serra do Itatiaiuçu und hat eine Fläche von 295,342 km².
Die Hauptstadt Belo Horizonte liegt 70 km im Nordosten entfernt an der BR-381 (Rodovia Fernão Dias), die den Bundesstaat Minas Gerais mit dem Bundesstaat São Paulo verbindet. Das Munizip ist in acht Ortschaften (povoados) und zwei Distrikte unterteilt: Santa Terezinha de Minas und Pinheiros.
Die höchste Erhebung ist der Pico do Itatiaiuçu mit 1334 m, während der niedrigste Ort des Munizips der Staudamm von Benfica (Represa de Benfica) mit 993 m ist. Das Zentrum des Munizips ist auf 880 m Höhe.

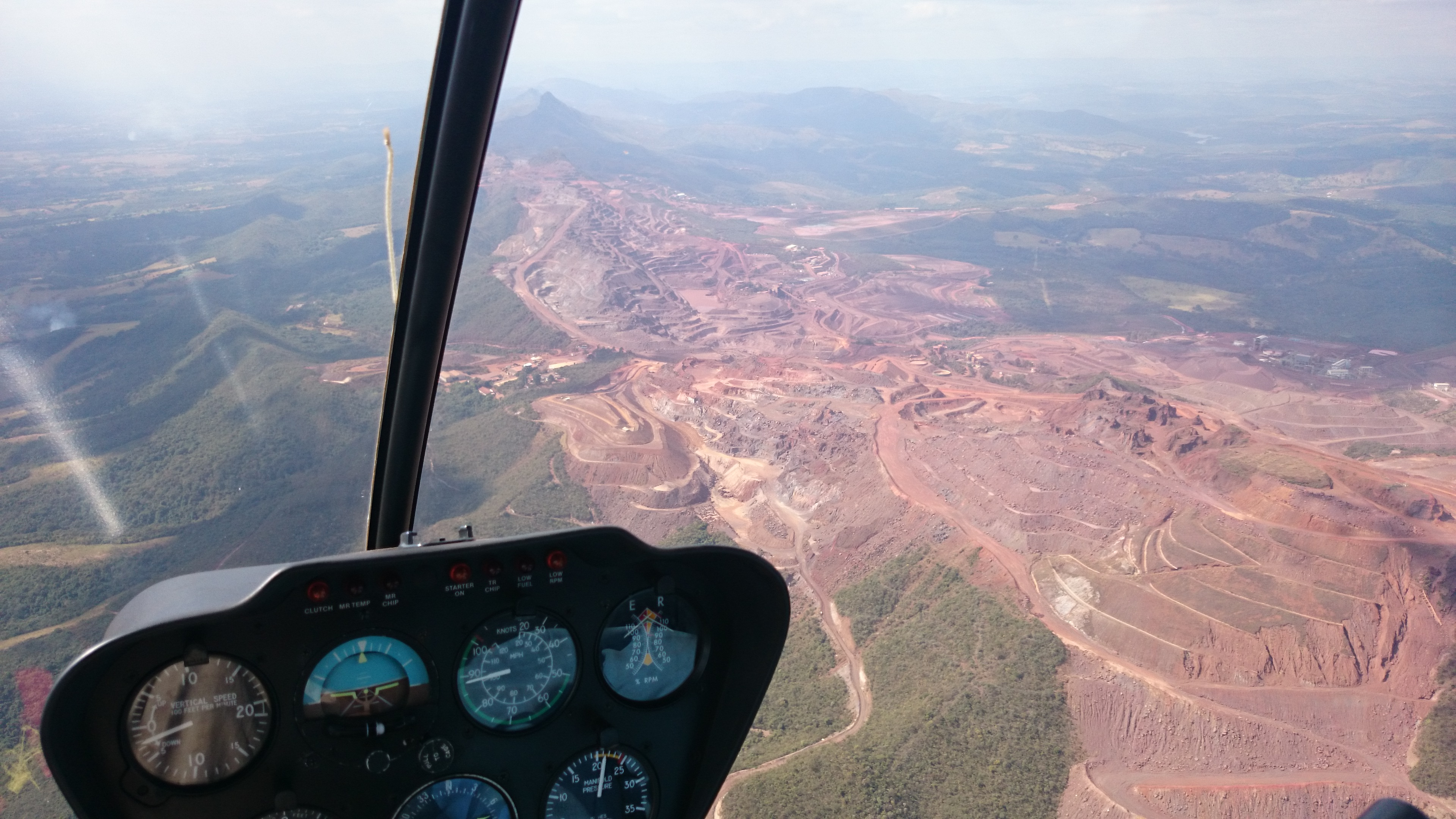
Itatiaiuçu aus der Luft

Die Topografie stellt sich folgendermaßen dar: Flach 5%, Hügelig 80%, Bergig 15%. Die wichtigsten Flüsse sind Rio Veloso, Rio São João und Ribeirão Itatiaia. Das Munizip liegt im Einzugsgebiet des Rio São Francisco.

### Klima
Es hat eine Jahresdurchschnittstemperatur von 20,5 °C. Die niedrigste Durchschnittstemperatur war 14,2 °C, während die höchste Durchschnittstemperatur 27,8 °C betrug. Die jährliche durchschnittliche Niederschlagsmenge war 1480 mm.

## Wirtschaft
Wichtigste wirtschaftliche Aktivität ist der Abbau von Eisen. Das Eisenerzbergbauunternehmen Ferrous Resources betreibt bei Itatiaiuçu die Santanense-Mine. Auch werden in dem gemäßigten Klima Obst und Gemüse und Rinder und Milch produziert.

## Politik
Romer Soares das Chagas (Cidadania) ist für die Amtszeit 2025–2028 der Prefeito des Municipios.